# Баресса
Баресса (итал. Baressa) — коммуна в Италии, располагается в регионе Сардиния, в провинции Ористано.
Население составляет 849 человек (2008 г.), плотность населения составляет 68 чел./км². Занимает площадь 13 км². Почтовый индекс — 9090. Телефонный код — 0783.
Покровителем коммуны почитается святой Георгий, празднование 23 апреля.

## Демография
Динамика населения:

## Администрация коммуны
- Официальный сайт: